# Sturla Ásgeirsson
Sturla Ásgeirsson (* 20. Juli 1980 in Reykjavík) ist ein ehemaliger isländischer Handballspieler.
Der 1,83 Meter große und 78 Kilogramm schwere, linke Außenspieler spielte bis 2004 bei Íþróttafélag Reykjavíkur und von 2004 bis 2008 bei Århus GF. Ab dem 17. September 2008 stand er bei der HSG Düsseldorf unter Vertrag. Er verließ den Verein nach der Saison 2009/10. Anschließend unterschrieb Sturla Ásgeirsson einen Vertrag beim isländischen Verein Valur Reykjavík. Im Sommer 2012 kehrte er zu Íþróttafélag Reykjavíkur zurück. Dort lief er bis zur Saison 2019/20 auf. Sturla Ásgeirsson hat mit insgesamt 1492 Treffern der viermeisten Tore seit Bestehen der höchsten isländischen Spielklasse erzielt.
Sturla Ásgeirsson spielte 58-mal für die isländische Nationalmannschaft, unter anderem errang er die Silbermedaille bei den Olympischen Sommerspielen 2008.